# MacGyver/Staffel 3
Die dritte Staffel der US-amerikanischen Action-Fernsehserie MacGyver umfasst 20 Episoden und wurde in den Vereinigten Staaten 1987/88 erstausgestrahlt, in Deutschland wurden 18 Episoden 1989 erstausgestrahlt, die beiden übrigen 1994.

## Handlung
| Nr. (ges.) | Nr. (St.) | Deutscher Titel                    | Originaltitel      | Erstausstrahlung USA | Deutschsprachige Erstausstrahlung (D) | Regie           | Drehbuch |
| --- | --------- | ---------------------------------- | ------------------ | -------------------- | ------------------------------------- | --------------- | --- |
| 45 | 1         | Eine tödliche Liebe, Teil 1        | Lost Love, Part 1  | 21. Sep. 1987        | 4. Feb. 1989                          | Cliff Bole      | Jerry Ludwig                                                                                                   |
| Bei einem internationalen Kulturforum soll der chinesische Ming-Drache ausgestellt werden, ein Symbol chinesischer Identität. Zur russischen Delegation gehört das Ehepaar Kossov. Im Zuge der Vorbereitungen wendet sich MacGyvers ehemalige Verlobte Lisa an ihn und bittet darum, mit ihrem neuen Mann, dem russischen Major Nikolai Kossov zu den Vereinigten Staaten überzulaufen. MacGyvers Plan für die Überlaufsaktion scheitert, da Kossov von seinen Landsleuten verhaftet wird und diese dann MacGyver und Lisa verfolgen. Als MacGyver und Lisa bei ihrer Flucht von den Russen eingekreist sind, nehmen diese Lisa als Geisel und fordern von MacGyver mit der Drohung, sie zu ermorden, den Ming-Drachen zu stehlen und zu ihnen zu bringen.                                                                             |           |                                    |                    |                      |                                       |                 | |
| 46 | 2         | Eine tödliche Liebe, Teil 2        | Lost Love, Part 2  | 28. Sep. 1987        | 11. Feb. 1989                         | Cliff Bole      | Jerry Ludwig                                                                                                   |
| MacGyver und Jack stehlen den Ming-Drachen aus der Ausstellungshalle, deren Sicherheitsvorkehrungen er zuvor selbst hatte verschärfen lassen. Unter der Annahme, Nikolai sei wegen eines Fluchtversuchs liquidiert worden, arrangieren sie erfolgreich den Austausch von Lisa gegen den Drachen, den MacGyver zuvor allerdings insgeheim gegen ein Imitat ausgetauscht hat. Nachdem ihnen Lisa mitgeteilt hat, dass Nikolai doch nicht tot ist, führt sie sie in das Versteck des Generals. Dort geben sich Nikolai und Lisa als nach wie vor überzeugte Sowjets zu erkennen. Da Lisa MacGyver nach wie vor liebt, verhilft sie MacGyver und Jack zur Flucht, wobei sie selbst tödlich verwundet wird. |           |                                    |                    |                      |                                       |                 | |
| 47 | 3         | Schatten der Vergangenheit         | Back from the Dead | 5. Okt. 1987         | 18. Feb. 1989                         | James L. Conway | Stephen Kronish                                                                                                |
| Der ehemalige Auftragskiller Jimmy Kendall, der unter Zeugenschutz ein neues Leben führt, wird von Angehörigen der Mafiafamilie wiedererkannt, gegen die er einst als Hauptbelastungszeuge aussagte. MacGyver beschützt ihn vor der Erschießung durch die Gangster. Als diese jedoch Jimmys Tochter und Enkelsohn entführen, flieht Jimmy aus MacGyvers Obhut, um sich gegen die Gefangenen einzutauschen. MacGyver kann schließlich dafür sorgen, dass die Gangster überwältigt und die Gefangenen befreit werden. |           |                                    |                    |                      |                                       |                 | |
| 48 | 4         | Das Geisterschiff                  | Ghost Ship         | 19. Okt. 1987        | 25. Feb. 1989                         | Mike Vejar      | Stephen Kandel                                                                                                 |
| MacGyver ist für Vermessungsarbeiten in freier Wildbahn unterwegs. Er entdeckt ein Schiff, das in einer Bucht ankert. Von dort flieht er mit dem baltischen Mädchen Karin, das darauf als blinde Passagierin unterwegs war, vor einem Bigfoot-ähnlichen Monster. Bald erkennen sie, dass die Männer, die für die Ermordung von Karins Vetter verantwortlich sind, in der Nähe der Bucht eine Öl-Pipeline anzapfen und das Öl auf das Schiff pumpen. Das Monster stellt sich als ein Mann mit Fellkostüm heraus, den MacGyver überwältigen kann, ehe er und Karin durch Petes Hilfe gerettet werden. |           |                                    |                    |                      |                                       |                 | |
| 49 | 5         | Wer zuletzt lacht, lacht am besten | Fire and Ice       | 26. Okt. 1987        | 4. März 1989                          | Alan Simmonds   | Rick Husky |
| MacGyvers Freund, der Versicherungsdetektiv Danny, wird ermordet, nachdem er dem Diamantendieb Amir Sumal auf die Spur gekommen war. Sowohl MacGyver als auch Dannys Schwester Nikki Carpenter ermitteln in Vulnays Umfeld, um Beweise gegen ihn zu sammeln. Sumal genießt diplomatische Immunität und hat die gestohlenen Diamanten im Konsulat. MacGyver und Nikki ermitteln verdeckt gegen ihn und werden dabei durch einen Privatdetektiv enttarnt. Dennoch können sie Vulnay eine Falle stellen, sodass er als Diamantendieb überführt wird. |           |                                    |                    |                      |                                       |                 | |
| 50 | 6         | GX-1                               | GX-1               | 2. Nov. 1987         | 11. März 1989                         | Mike Vejar      | Calvin Clements, Jr.                                                                                           |
| Kurz hinter der deutsch-deutschen Grenze ist ein GX-1 genanntes US-Flugzeug mit geheimer Militärtechnologie abgestürzt. Die Russen suchen das Wrack mit der Hilfe des Genossen Starkoss, der ein Medium ist. MacGyver begibt sich mit Nikki zu dem Wrack und sprengt es. Bei ihrer Flucht vor den Sowjetsoldaten zurück über die Grenze hilft ihnen Starkoss, der in den Westen überlaufen will. Nach Überwindung der Grenze mit einem selbstgebauten Heißluftballon entschließt sich Starkoss allerdings aus Angst vor Gefangenschaft, in den Osten zurückzukehren. |           |                                    |                    |                      |                                       |                 | |
| 51 | 7         | Wozu sind Freunde da?              | Jack in the Box    | 9. Nov. 1987         | 25. März 1989                         | James L. Conway | David Rich |
| Jack Dalton lässt sich in einer Kleinstadt in Arkansas verhaften und in eine gefängnisähnliche Umerziehungsanstalt sperren. Damit beabsichtigt er, in der dortigen Gegend nach dem versteckten Geld eines Bankräubers zu suchen. Er lotst MacGyver unter einem Vorwand zu sich, um sich von ihm dabei und beim Ausbruch helfen zu lassen. Die Anstaltsleitung lässt die Insassen in der stillgelegten Mine arbeiten, in der sie und Jack insgeheim das Geld vermuten. Schließlich werden sie von der Anstaltsleitung gezwungen, das Geld auszuheben; dabei wird das Geld vernichtet und ihnen ihr Ausbruch ermöglicht. |           |                                    |                    |                      |                                       |                 | |
| 52 | 8         | Schwindelnde Höhen                 | The Widowmaker     | 16. Nov. 1987        | 1. Apr. 1989                          | Mike Vejar      | John Whelpley Idee: Harv Zimmel                                                                                |
| MacGyvers beste Freundin Mike stürzt beim gemeinsamen Klettern an einer hunderte Meter hohen Wand des Bergs Widowmaker tödlich ab. Daraufhin zieht er sich in der Nähe in Petes Urlaubshütte zurück. Der Profikiller Murdoc folgt Nikki dorthin und versucht erfolglos, ihn mittels Flammenwerfer, Autobombe und Minenfeld zu töten. MacGyver und Nikki fliehen vor Murdoc in Richtung von Mikes Unglücksort. Dort können sie sich Murdoc entledigen, sodass dieser in den Abgrund stürzt. |           |                                    |                    |                      |                                       |                 | |
| 53 | 9         | Hindernisse                        | Hell Week          | 23. Nov. 1987        | 15. Apr. 1989                         | James L. Conway | Leonard Mlodinow & Scott Rubenstein                                                                            |
| MacGyver fungiert bei einem studentischen Hinderniswettbewerb an seiner früheren Universität als Schiedsrichter. David Ryman, der Sohn von MacGyvers früherem Physik-Professor Julian Ryman, wird von einem Konkurrenten um den Sieg betrogen. Verzweifelt verbarrikadiert sich der suizidale David in einem Labor, das unter dem Nuklearphysiklabor liegt, mit einer selbstgebauten Zeitbombe. MacGyver und der Professor schaffen es in letzter Minute, die Bombe zu entschärfen, bevor sie eine nukleare Explosion ausgelöst hätte. |           |                                    |                    |                      |                                       |                 | |
| 54 | 10        | Das Attentat                       | Blow Out           | 21. Dez. 1987        | 29. Apr. 1989                         | Cliff Bole      | Reed Moran |
| Nikki begegnet zufällig einem Attentäter. Um von ihr nicht identifiziert zu werden, will er sie ermorden. Hilfesuchend wendet sie sich an MacGyver, der ihre Tötung vereiteln kann. Zusammen spüren sie den Attentäter auf und folgen ihm zu seinen Komplizen, die ihn allerdings ermorden, weil er sich hat verfolgen lassen. Nachdem MacGyver seiner Ermordung entgangen ist, erkennt er, dass die Attentäter das Gebäude der Justizverwaltung sprengen wollen. MacGyver kann letztlich die Bombe entschärfen und so den Anschlag verhindern. |           |                                    |                    |                      |                                       |                 | |
| 55 | 11        | Gefahr aus dem Weltall             | Kill Zone          | 4. Jan. 1988         | 28. Dez. 1994                         | Chuck Bowman    | Calvin Clements, Jr.                                                                                           |
| Die Phoenix-Wissenschaftlerin Dr. Milhouse hat unerlaubt einen von ihr entwickelten Organismus mit einem Phoenix-Satelliten ins Weltall geschickt. Nachdem dieser auf der Erde abgestürzt ist, stellt sich heraus, dass der Organismus im All mutiert ist und dass Lebewesen unter seinem Einfluss rasend schnell altern. Dr. Milhouse setzt Petes Befehl, den Organismus zu vernichten, vorgeblich um, bewahrt aber heimlich eine weitere Menge davon auf, die ihr aber ihr Hund aus dem Arm reißt. Dadurch sterben Hund und Frau und wird die Selbstzerstörungssequenz der unterirdischen Forschungsanlage ausgelöst. MacGyver schafft es, in letzter Minute sich und Pete vor den Explosionen in Sicherheit zu bringen, indem er mit manuellem Eingriff in die Aufzugselektronik den deaktivierten Aufzug wieder zum Fahren bringt. |           |                                    |                    |                      |                                       |                 | |
| 56 | 12        | Der neue Boss                      | Early Retirement   | 18. Jan. 1988        | 6. Mai 1989                           | Cliff Bole      | John Whelpley                                                                                                  |
| Bei einem Raketenentschärfungsprojekt, das von Pete geleitet wird, kommt es zu einem Unfall, durch den es drei Tote gibt. Davon ausgehend, dass er versagt hat, tritt Pete von seinem Job zurück. MacGyver findet aber heraus, dass Petes Nachfolger Matthew Webber für die Sabotage verantwortlich ist, durch die es zu dem Unfall kam. Webber ging es darum, Pete zum Rücktritt zu bewegen und seine Stelle einzunehmen. Er ist mit dem Kurs der USA und Petes nicht einverstanden, den ausländischen Präsidenten Amundi, der für Terrorismus verantwortlich ist, friedlich zu befragen. Webber ersetzt Phoenix-Personal durch linientreue Personen, mit denen er Amundi entführt und foltert. MacGyver, Pete und Nikki können Webber und seine Gefolgsleute überwältigen und Amundi befreien.                                       |           |                                    |                    |                      |                                       |                 | |
| 57 | 13        | Riskantes Spiel                    | Thin Ice           | 1. Feb. 1988         | 30. Dez. 1994                         | Cliff Bole      | Rick Drew |
| MacGyver arbeitet als Ersatztrainer eines lokalen Eishockeyteams in Minnesota. Dessen Spieler Derek Kirby spielt oft gegen die Regeln. Unter dem Einfluss seines Vaters und eines Spielerberaters, die ihn wegen seiner gewalttätigen Spielweise in ein Team der Nationalliga verkaufen wollen, verursacht er eine schwere Verletzung eines Gegenspielers. Dadurch kommt er zu der Überzeugung, dass er doch nicht verkauft werden will, sondern ganz mit dem Spielen aufhören will. MacGyver überzeugt ihn davon, doch nicht aufzuhören, und vermittelt zwischen ihm und seinem Vater. Schließlich gewinnt er mit seinem Team die Play-offs. |           |                                    |                    |                      |                                       |                 | |
| 58 | 14        | Das Gangstertrio                   | The Odd Triple     | 29. Feb. 1988        | 13. Mai 1989                          | James L. Conway | Stephen Kandel                                                                                                 |
| Jack Dalton und MacGyver lassen sich als Pilot und Kopilot für einen Flug anheuern, bei dem sie die Frau Helena Itourbé und ihre neu erworbenen Juwelen nach Toulon, Frankreich, befördern. Nach der Landung stellt sich Itourbé als Lügnerin und Betrügerin heraus, Jack und MacGyver werden als ihre Komplizen von der Polizei verhaftet. Nachdem sie aus der Haft entkommen sind und sich zu Itourbés Aufenthaltsort begeben haben, einer Weinkellerei, wird MacGyver verhaftet. Der indes nachgereiste Pete begibt sich mit Jacks Hilfe in die Weinkellerei, wo er mit gestohlener Identität als Bieter für die Versteigerung der Edelsteine auftritt. MacGyver und Jack können Pete befreien und die Juwelendiebe überführen. |           |                                    |                    |                      |                                       |                 | |
| 59 | 15        | Mord auf Bestellung                | The Negotiator     | 7. März 1988         | 20. Mai 1989                          | Charlie Correll | Calvin Clements, Jr.                                                                                           |
| MacGyver leitet im Auftrag der Phoenix Foundation die Erstellung eines Umweltgutachtens für eine Küstenregion, in der ein Investor ein riesiges Hafengelände errichten will. Im Falle eines Baus drohen erhebliche Umweltprobleme. Der Investor beauftragt die Frau Deborah, MacGyver bzgl. des Gutachtens umzustimmen, damit gebaut werden kann, und ihn, sollte er nicht umgestimmt werden, zu ermorden. Deshalb sucht Deborah MacGyvers Nähe solange, bis sie sich verlieben. Einen insgeheim von Deborah ausgelösten Bombenanschlag überlebt MacGyver mit Verletzungen an den Augen. Dadurch vorübergehend blind, führt ihn Deborah zu seiner Ermordung in eine abgelegene Fabrikhalle. MacGyver vereitelt aber seine Tötung mit List und Geschicklichkeit.                                                                        |           |                                    |                    |                      |                                       |                 | |
| 60 | 16        | Giftmüllbeseitigung ganz modern    | The Spoilers       | 14. März 1988        | 3. Juni 1989                          | Mike Vejar      | Stephen Kandel                                                                                                 |
| Die Giftmüll-Beseitigungsfirma ChemCo entsorgt illegal radioaktives Abwasser in einen Fluss. Der traumatisierte Vietnamkriegsveteran und Einsiedler „Earthquake“ Toberman beobachtet das, ihm begegnet kurz danach MacGyver. Die Phoenix Foundation, für die MacGyver den Fluss untersucht, setzt Toberman als Hauptbelastungszeugen gegen ChemCo ein. Die Firma versucht sich Toberman zu entledigen, indem sie ihm einen Mord anhängt. Toberman flieht vor der Polizei in das Firmengelände von ChemCo, um sich dort an der Geschäftsleitung zu rächen. MacGyver folgt ihm, befreit ihn aus der Gewalt der Firmenleitung und macht mit ihm den Geschäftsführer als Verbrecher dingfest. |           |                                    |                    |                      |                                       |                 | |
| 61 | 17        | Die Wolfsmaske                     | Mask of the Wolf   | 28. März 1988        | 10. Juni 1989                         | Cliff Bole      | Calvin Clements, Jr. & W. Reed Moran Idee: John J. Sakmar, Kerry Lenhart, Calvin Clements, Jr. & W. Reed Moran |
| Jack Daltons Freund, der Indianer Two Eagles, bittet Jack darum, mit ihm ins Indianerreservat zu fahren und dort die Wolfsmaske zu suchen, ein Symbol der kulturellen Identität des Indianerstamms. Two Eagles wird jedoch von zwei Schatzjägern entführt, die mit seiner Hilfe und aus Profitgier die Maske vorher finden wollen. MacGyver und Jack folgen ihnen durch die winterliche Waldlandschaft bis zu der Höhle, in die Two Eagles die Gangster indes geführt hat, und befreien Two Eagles aus der Höhle, ehe sie die flüchtenden Gangster überwältigen und die Maske sicherstellen können. |           |                                    |                    |                      |                                       |                 | |
| 62 | 18        | Ein millionenschweres Baby         | Rock the Cradle    | 18. Apr. 1988        | 17. Juni 1989                         | Mike Vejar      | John Whelpley                                                                                                  |
| Der Kleinkriminelle Carlo wird von Geldfälschern erschossen, von denen er Gelddruckplatten und Falschgeld gestohlen hat. Seine Frau Katey beobachtet den Mord und entkommt den Geldfälschern. Aus Angst vor ihrer Ergreifung deponiert sie ihr Baby, die Druckplatten und das Geld in Jack Daltons Hangar. MacGyver, Jack und Pete ermitteln bzgl. Katey und der Geldfälscher. Nachdem sich Katey wieder bei ihnen gemeldet hat, gelangen sie in den Klub, in dem die Fälscher ihre Druckapparate haben, und überwältigen die Kriminellen. |           |                                    |                    |                      |                                       |                 | |
| 63 | 19        | Wilderer auf Menschenjagd          | The Endangered     | 2. Mai 1988          | 24. Juni 1989                         | Charlie Correll | Peter Filardi                                                                                                  |
| MacGyver besucht seine Ex-College-Freundin Karen im Nationalpark, in dem sie als Rangerin arbeitet. Um sich mit ihr zu versöhnen, will er ihr beim Aufspüren von Wilderern helfen. Nachdem Karen von einem Wilderer angeschossen wurde, versuchen die Wilderer erfolglos zu fliehen, weil MacGyver ihr Auto sabotiert hat. Um sich zu schützen, machen sie nun zwecks Ermordung Jagd auf Karen und MacGyver. Die beiden fliehen in Richtung einer Schutzhütte, in deren Nähe MacGyver die Wilderer außer Gefecht setzen kann, ehe die anderen Ranger zur Rettung kommen. |           |                                    |                    |                      |                                       |                 | |
| 64 | 20        | Der Letzte der Familie Chung       | Murderers’ Sky     | 9. Mai 1988          | 1. Juli 1989                          | Mike Vejar      | Herman Miller                                                                                                  |
| Ein Konzern aus Hongkong lässt einen Mordanschlag auf den Firmeninhaber Adam Chung verüben, um dessen Firma zu übernehmen. Chung überlebt schwer verletzt. Da sein einziges Kind schon lange tot ist, lässt er durch die Phoenix Foundation seinen 14-jährigen Enkel Luke Chung ans Krankenbett holen, den er als Erben der Firma einsetzen will. Der Konzern versucht, auch Luke zu ermorden, was wegen MacGyvers Eingreifen fehlschlägt. Nachdem der Konzernchef den Großvater hat tödlich vergiften lassen, sucht Luke in Chinatown eigenmächtig nach den Mördern. Der Konzernchef lässt MacGyver und Luke entführen, um Luke zu erpressen. Die beiden befreien sich und überwältigen die Entführer. Luke führt das Unternehmen fortan, wobei die Phoenix Foundation als Treuhänder fungiert.                                       |           |                                    |                    |                      |                                       |                 | |